# 영광고등학교 (전남)
영광고등학교(靈光高等學校)는 대한민국 전라남도 영광군 영광읍 녹사리에 있는 공립 고등학교이다.

## 학교 연혁
- 1967년 3월 13일 : 영광여자상업고등학교 개교
- 1973년 1월 23일 : 영광여자종합고등학교로 학칙 변경
- 1973년 9월 28일 : 영광여자고등학교로 학칙 변경
- 1987년 6월 30일 : 현 위치로 신축 교사 완공 이전
- 1994년 3월 1일 : 영광고등학교로 학칙 변경
- 2010년 9월 1일 : 기숙형 고등학교 운영
- 2012년 3월 1일 : 선진형 교과교실제 (A형) 운영
- 2016년 3월 1일 : 자율학교 재지정(~2021. 2. 28.)
- 2024년 9월 1일 : 자율형 공립고 2.0 운영
- 2024년 12월 31일 : 제56회 졸업(총 9,881명)
- 2025년 3월 1일 : 제22대 이창섭 교장 부임

## 참고 자료
- 영광고등학교 - 한국교육학술정보원 학교알리미